# Band-e Kaisar
El Band-e Kaisar (en persa: بند قیصر‎, lit. 'presa del César'), Pol-e Kaisar ('puente del César'), puente de Valeriano o Shadirwan fue un antiguo puente en arco, ubicado en la ciudad de Shushtar, Irán, y el primero del país en conjunto con una represa. Construida con mano de obra romana en el siglo III por orden sasánida, fue también el puente romano y presa romana más oriental, al extenderse dentro del territorio persa. Su diseño de doble propósito ejerció una profunda influencia en la ingeniería civil iraní y fue instrumental en el desarrollo sasánida de técnicas de gestión hídrica.
La presa inundada de aproximadamente 500 metros de largo sobre el río Karún, un efluente de Irán, fue la estructura central del Sistema hidráulico histórico de Shushtar (سازه‌های آبی شوشتر), de donde deriva la productividad agrícola de la ciudad y que fue designado en 2009, por la Unesco, como el décimo bien declarado Patrimonio de la Humanidad del país. El puente cruza la importante vía que une Pasargada con la capital sasánida de Ctesifonte. Fue reparado muchas veces durante el período islámico, el puente siguió en uso hasta finales del siglo XIX.

## Historia e importancia
Según la tradición persa, el Band-e Kaisar fue nombrado en honor al emperador romano Valeriano (253-260), quien fue capturado con su ejército entero por el gobernador sasánida Sapor I tras haber sido derrotado en la batalla de Edesa (260). Esta vasta fuerza de trabajo, que podría haber ascendido a 70.000 hombres e incluyó a un cuerpo de ingenieros romanos, fue empleada por los vencedores para las obras de construcción en Shushtar, un centro agrícola importante en el suroeste de Irán. Para dar servicio a las grandes extensiones de tierra cultivable, en total unas 150.000 hectáreas, los romanos se propusieron construir tres infraestructuras: un canal, llamado Ab-i Gargar, y las dos represas de Band-e Kaisar y Band-e Mizan, que dirigieron el caudal del río Karún a un curso de agua artificial.
La historia es relatada por los historiadores musulmanes Al-Tabari y Al-Masudi en los siglos IX y X. Aunque no se puede ignorar su narrativa novelesca, la presencia histórica de los romanos es corroborada por los nombres locales modernos, tales como "Roumischgan" para una población cercana y una tribu de luros con el nombre de "Rumian". Además, la tradición local atribuye a los colonos romanos el origen de una serie de oficios, como la producción de brocado aplicado, y varias costumbres populares.
El puente de Shushtar formaba parte de la importante conexión vial entre los centros sasánidas de Pasargada y Ctesifonte. Se asume que otros dos puentes sasánidas en el camino, el Pa-i-Pol sobre el Karkheh y uno en Dezful sobre el Ab-i Diz, son obras contemporáneas del trabajo de prisioneros de guerra romanos. Ambos exhiben mampostería típicamente romana unida con mortero, una técnica completamente ajena a la arquitectura indígena.
Inspirado en el ejemplo romano, la integración de la estructura del puente en el diseño de la represa se convirtió en una práctica estándar de la ingeniería hidráulica iraní que duró hasta alrededor del año 1000, cuando culminó en el aún existente Band-e Amir en Shiraz.